# Шрі-Ланка Неві (футбольний клуб)
Спортивний клуб Шрі-Ланка Неві або просто «Шрі-Ланка Неві» (англ. Sri Lanka Navy Sports Club) — ланкійський футбольний клуб з Велісари. Виступав у Прем'єр-лізі Шрі-Ланки, найвищому футбольному дивізіоні країни. В останні роки грав у Дивізіоні 1 та Дивізіоні 2.

## Історія
Спортивний клуб «Шрі-Ланка Неві» заснований у місті Коломбо. Команда підпорядковується ВМС Шрі-Ланки. Найбільшого в історії успіху досягла на початку 2010-х років, коли двічі виграла Кубок країни (2010, 2012).

## Досягнення
- Кубку Футбольної асоціації Шрі-Ланки
  -  Чемпіон (1): 2010, 2012